# Катерина Богемська
Катерина Богемська (також відома як Катерина Люксембурзька; чеськ. Kateřina Lucemburská; нім. Katharina von Böhmen; 19 серпня 1342, Прага, Богемське королівство — 26 квітня 1395, Перхтольдсдорф, Нижня Австрія) — дочка імператора Священної Римської імперії Карла IV Люксембурга та його першої дружини Бланки Валуа, дружина Рудольфа IV Габсбурга, герцога Австрії, та Оттона V Баварського.

## Життєпис
13 липня 1356 року була видана заміж за герцога Австрійського Рудольфа IV з династії Габсбургів. Цей шлюб був організований імператором Карлом IV, батьком Катерини, з метою укласти мир з Австрією. Рудольф Австрійський помер через дев'ять років після шлюбу. Сам шлюб був бездітним.
19 березня 1366 року Катерина Богемська була вдруге видана заміж. Її чоловіком став Оттон V, курфюрст Баварії. Шлюб також виявився бездітним.